# Hahnen
Der Hahnen ist ein 2606 Meter hoher Berg der Urner Alpen im Kanton Obwalden in der Schweiz. Er wird oft als Hausberg von Engelberg bezeichnet.

## Etymologie
Der Hahnen wurde früher auch als Engelberg bezeichnet, wobei dieser Name heute nur noch für den Ort und das Engelbergertal verwendet wird.

## Geographie
Der Gipfel befindet sich ungefähr vier Kilometer östlich von Engelberg und thront 1600 Meter über dem Talgrund. Der Hahnen ist dem höheren Wissigstock vorgelagert und über den Fulenwassergrat mit diesem verbunden. Zwei Kilometer südöstlich des Gipfels befindet sich der Wissberg und die Fürenalp, auf der anderen Talseite der Titlis.

## Alpinismus
Der Hahnen kann über einen anspruchsvollen und zum Teil weglosen Alpinwanderweg von Engelberg her über die Südflanke erreicht werden. Im oberen Teil wurden durch den SAC Eisenstangen und Zwischensicherungen angebracht. Die Schwierigkeit wird mit T5+ auf der SAC-Wanderskala angegeben.

## Galerie

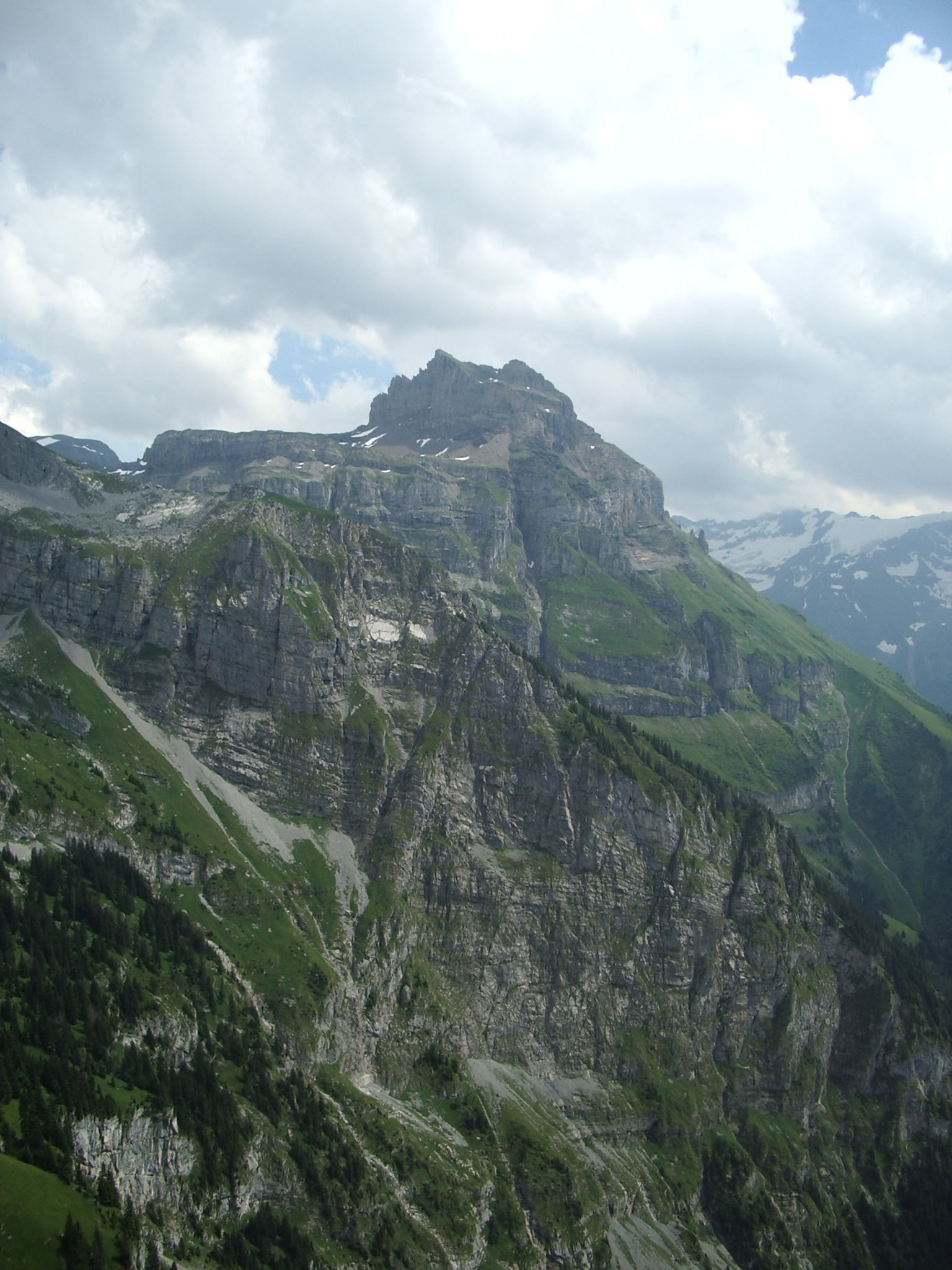